# Stretto di Lombok
Lo stretto di Lombok (indonesiano Selat Lombok) è un braccio di mare che collega il mar di Bali con l'Oceano Indiano, situato fra le isole di Bali e Lombok, in Indonesia.
Il suo punto più stretto è l'entrata meridionale, con una larghezza di soli 18 km mentre verso nord si allarga fino a 40 km. La sua lunghezza totale è di circa 60 km. Dato che ha una profondità minima di 250 metri - molto più profondo dello stretto di Malacca - le navi che non possono utilizzare lo Stretto di Malacca per la sua scarsa profondità (le cosiddette navi "post Malaccamax") spesso utilizzano lo stretto di Lombok.

## Ecologia
Lo stretto di Lombok è uno dei principali passaggi che permette lo scambio di acque tra l'Oceano Indiano e l'Oceano Pacifico.
È anche un confine biogeografico che segna il passaggio tra la fauna indo-malese e la fauna, nettamente diversa, dell'Australasia. Il confine è noto come linea di Wallace, da Alfred Russel Wallace, che per primo osservò la marcata differenza e il passaggio repentino tra le due faune.
I biologi ritengono che sia stata proprio la profondità dello stretto di Lombok a tenere isolate le due faune. Infatti, quando il livello del mare si è abbassato di centinaia di metri durante le glaciazioni del Pleistocene, le isole Bali, Giava e Sumatra erano connesse le une alle altre, e al continente asiatico, condividendo in questo modo la fauna asiatica. Le acque profonde dello Stretto di Lombok, invece, hanno tenuto separato dal continente asiatico Lombok e le Piccole Isole della Sonda, che sono state quindi colonizzate dalla fauna australasiana.